# Artekno H-35
H-35  bezeichnet einen Segelbootstyp, der zwischen 1975 und 1986 bei der finnischen Werft Artekno gebaut wurde. Er gehört zur „H“-Familie, welche außerdem die kleineren Typen H-Boot und H-323 sowie den größeren H-40 umfasst.
Der Buchstabe „H“ ist eine Anspielung auf den Vornamen des Konstrukteurs, des Finnen Hans Groop. Zu den technischen Besonderheiten des H-35 zählen das im Verhältnis zur Größe kleine Rigg und der geringe Tiefgang von 1,50 m, sowie die serienmäßige Selbstwendefock. Etwa 1982 erhielt das H-35 einen Facelift in Form einer neuen Decksschale, die dem H-35 einen moderneren Look und einen größeren Kajütaufbau verlieh. Von diesen späten H-35 wurden jedoch nur vergleichsweise wenige gebaut.
Insgesamt wurden 280 H-35 gefertigt.
Seit 2011 baut die schwedische Werft Utklippan Yachts das ebenfalls von Hans Groop entworfene H-40, welches als Weiterentwicklung des H-35 angesehen werden kann.

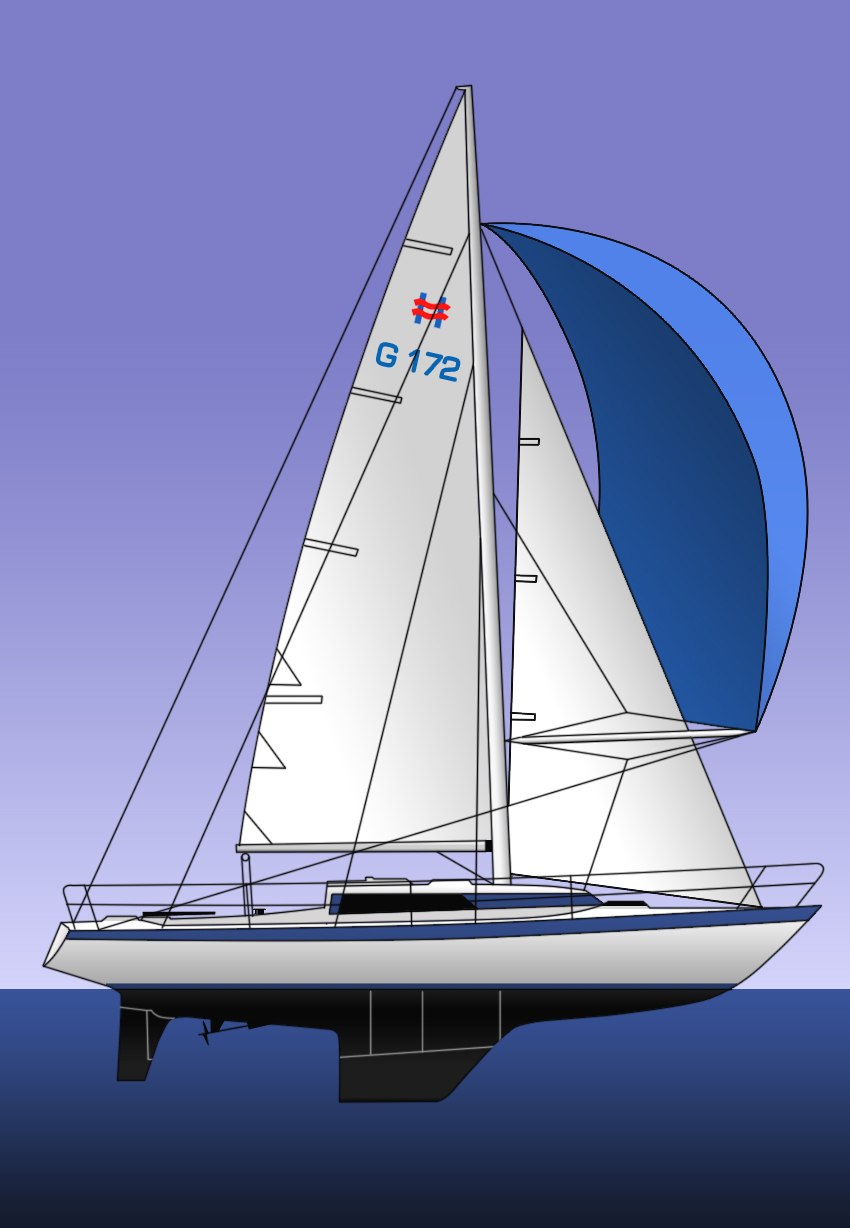
H-35 (Ansicht)
Artekno H-35 am Wind
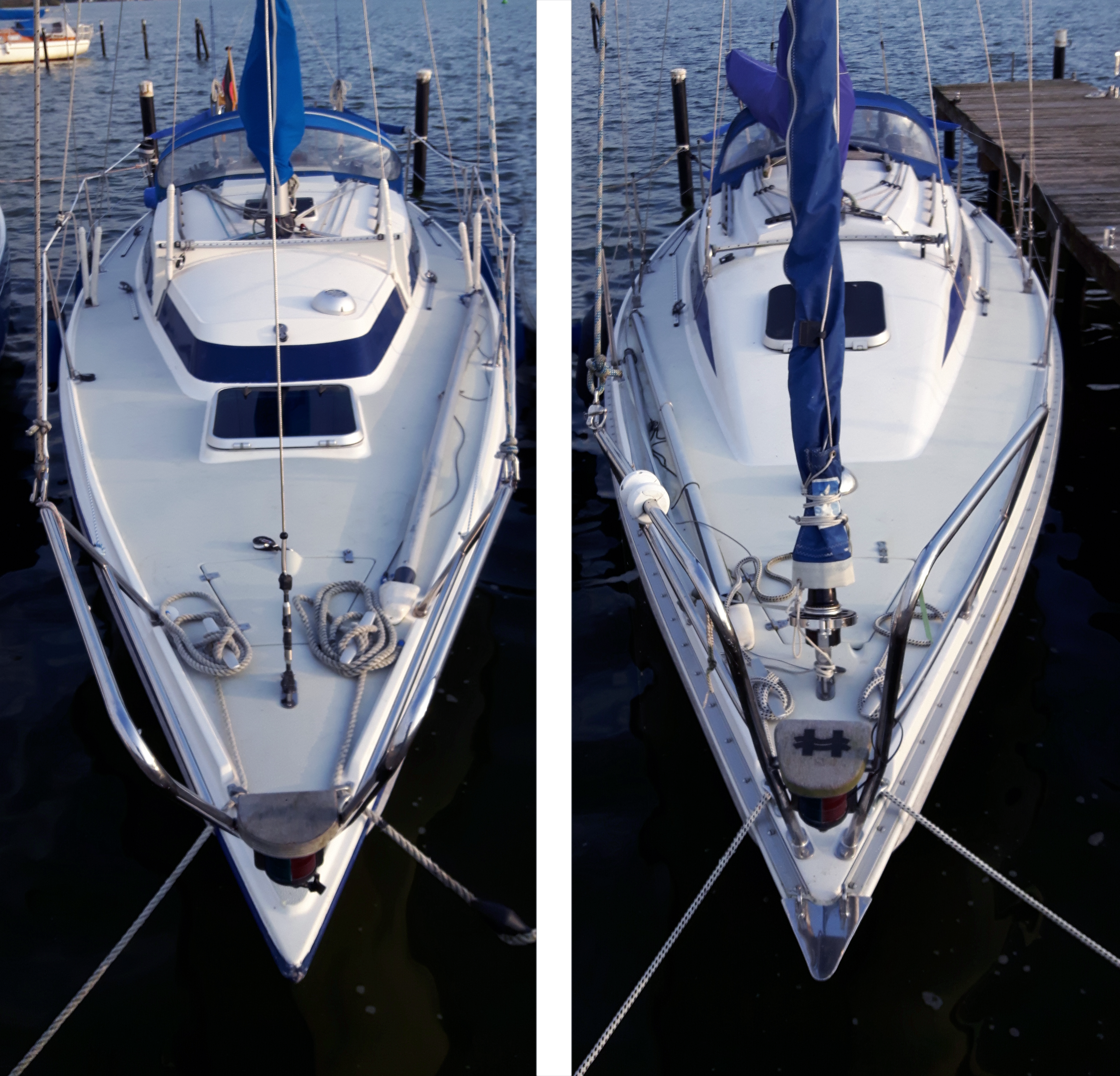
H-35 vor und nach dem Facelift